# Emylcamate
Emylcamate (được quảng cáo là Striatran bởi Merck) là một thuốc giải lo âu và giãn cơ. Nó được cấp bằng sáng chế ở Mỹ vào năm 1961 (Bằng sáng chế Hoa Kỳ 2.972.564) và được quảng cáo để điều trị chứng lo âu và căng thẳng. Nó được tuyên bố là vượt trội so với meprobamate, công ty dẫn đầu thị trường vào thời điểm đó. Nó không còn được quy định.
Một nghiên cứu về tác dụng của thuốc ở chuột đã được thực hiện vào năm 1959. Nó kết luận rằng ở mức 50 mg / kg emylcamate đã làm giảm 63% hoạt động của động cơ so với mức giảm 32% của meprobamate, tăng gấp đôi hiệu lực. Chỉ số điều trị ở chuột cũng được thiết lập: 
| Meprobamate | Emylcamate | Hiệu ứng        |
| ----------- | ---------- | --------------- |
| 175         | 123        | ED50 (mg / kg)  |
| 600         | 550        | LD50 (mg / kg)  |
| 3,4         | 4,4        | Chỉ số điều trị |

Emylcamate cũng có khởi phát tiêm tĩnh mạch nhanh hơn sau đó meprobabamate, 3 phút so với 35.